# Adolf Furtwängler

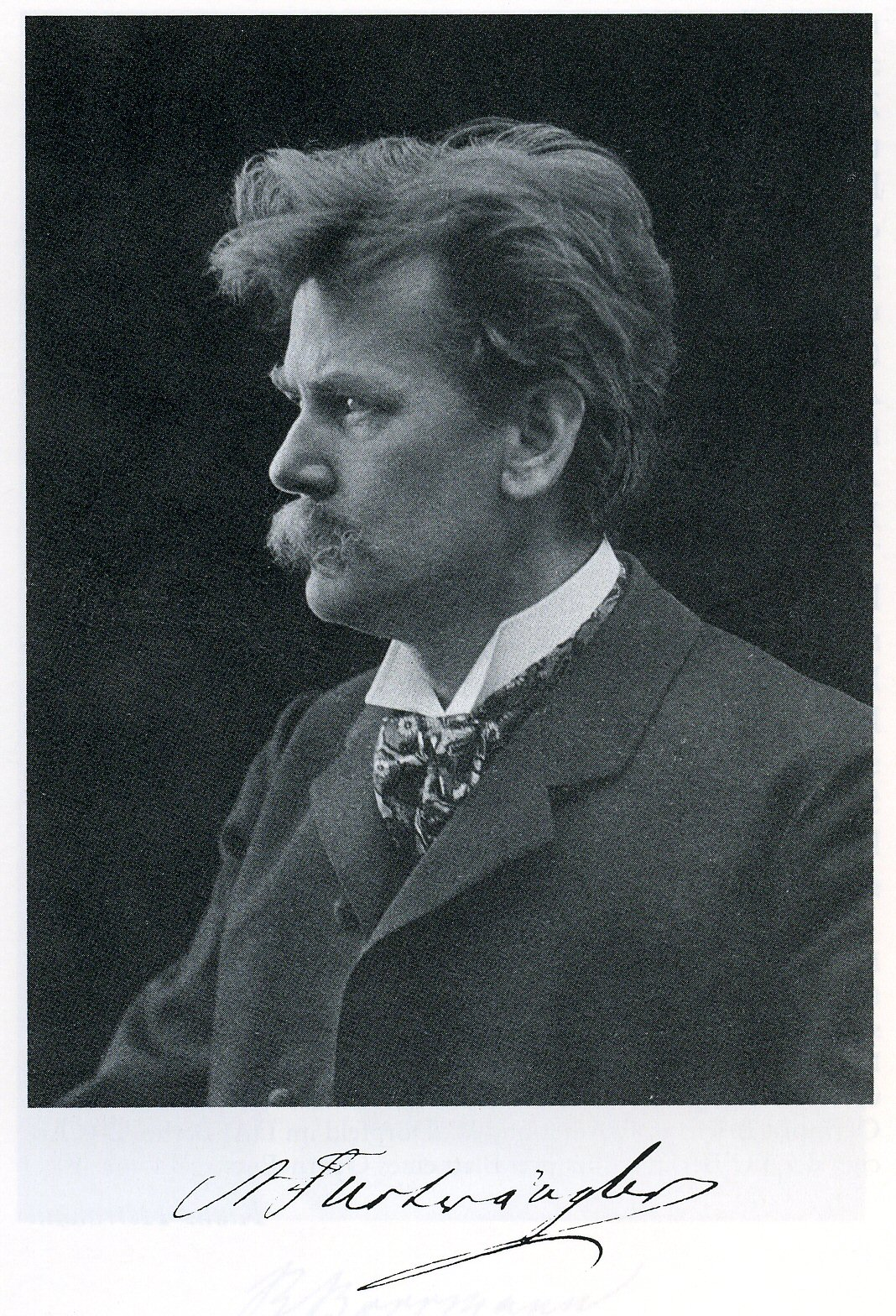
Adolf Furtwängler

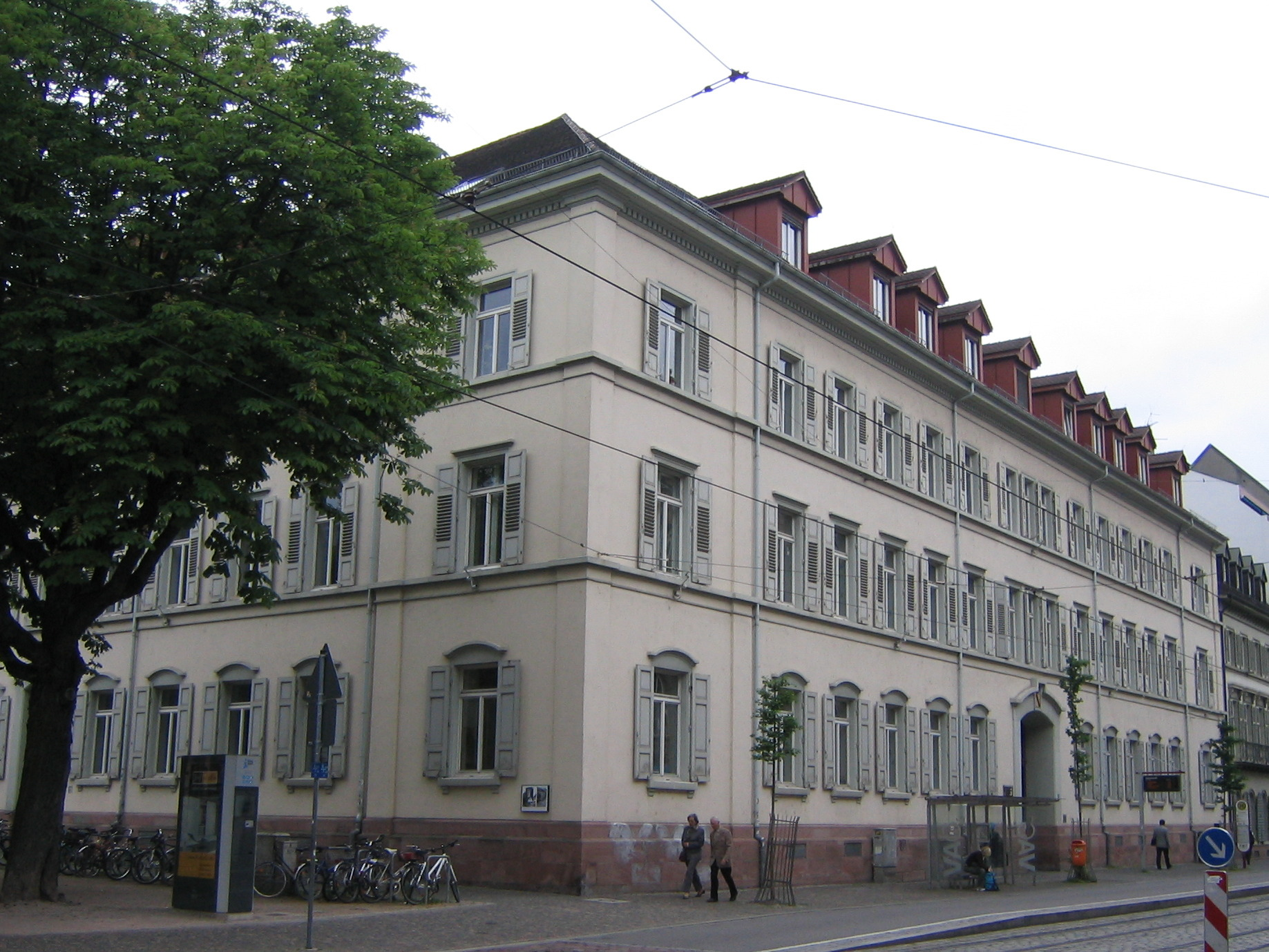
Geburtshaus von Furtwängler neben dem Amtsgericht Freiburg im Breisgau (2008)

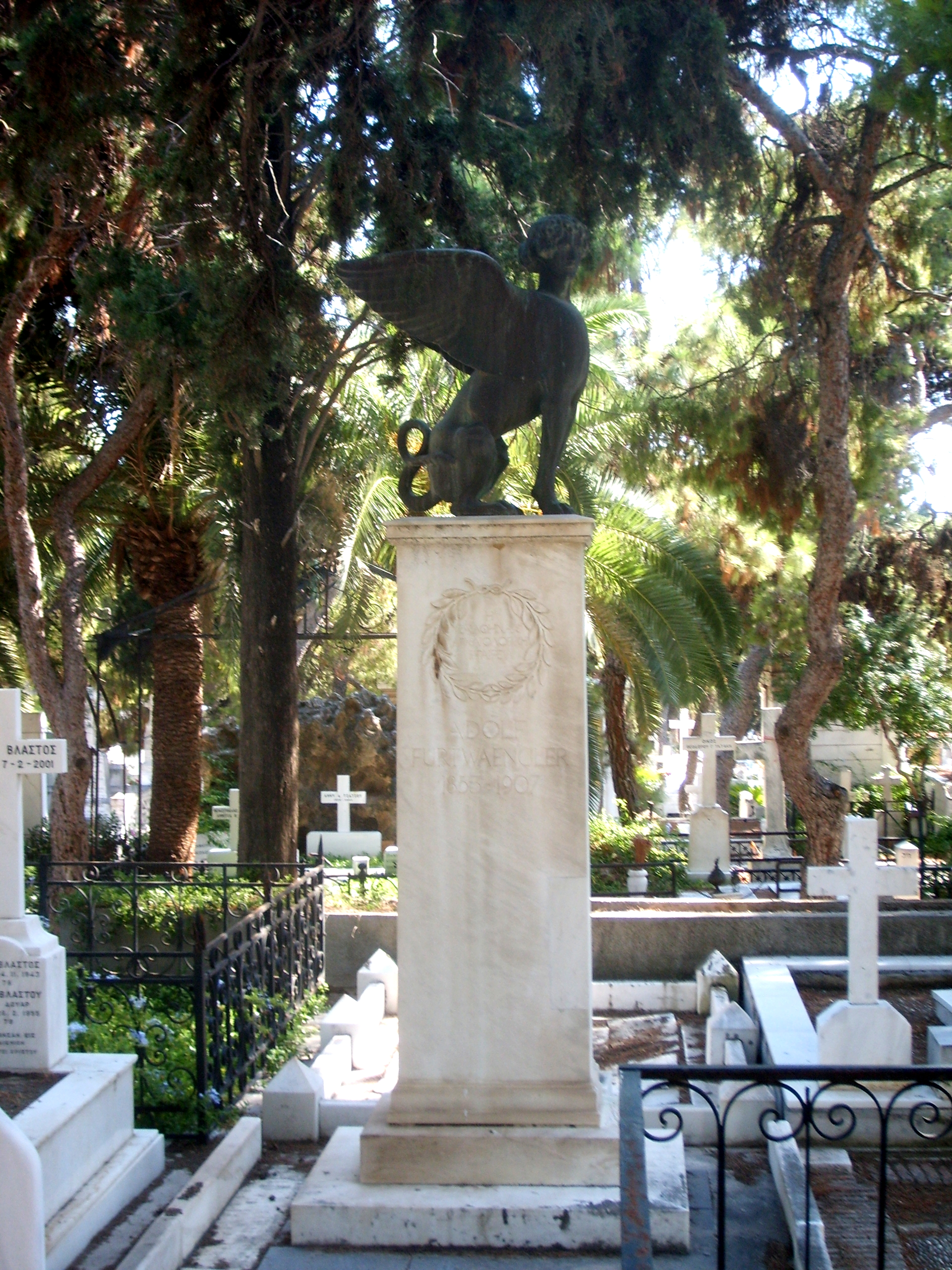
Grab Furtwänglers auf dem Ersten Athener Friedhof (2009)

Johann Michael Adolf Furtwängler (* 30. Juni 1853 in Freiburg im Breisgau; † 10. Oktober 1907 in Athen) war ein deutscher Klassischer Archäologe. Er gilt als Hauptvertreter einer kunstgeschichtlichen Klassischen Archäologie im Gegensatz zur im 19. Jahrhundert vorherrschenden realienkundlichen und philologischen Richtung und als einer der bedeutendsten deutschen Archäologen.

## Leben
Adolf Furtwängler wurde 1853 als Sohn des Freiburger Gymnasialdirektors Wilhelm Furtwängler und dessen Ehefrau Christiane Schmidt geboren. Nach dem Studium an den Universitäten Freiburg, Leipzig und München und der Promotion bei Heinrich Brunn 1874 erhielt er von 1876 bis 1878 das Reisestipendium des Deutschen Archäologischen Instituts und nahm an Ausgrabungen in Mykene, Olympia und Ägina teil. Nach seiner Habilitation 1879 in Bonn war er ab 1880 Direktorialassistent an der Skulpturensammlung in Berlin, ab 1882 am Antiquarium in Berlin.
Zum Wintersemester 1894/95 wurde Furtwängler Professor für Klassische Archäologie in München und zugleich Leiter des Museums für Abgüsse Klassischer Bildwerke. 1896 wurde er daneben Direktor der Glyptothek und des Antiquariums in München. Er starb 1907 in Athen an einer Dysenterie, die er sich während der Grabungen auf Ägina zugezogen hatte.

### Familie
Adolf Furtwängler war ab 1884 verheiratet mit Adelheid Wendt (1863–1944), Tochter des Philologen Gustav Wendt. Das Paar hatte vier Kinder, den Dirigenten Wilhelm Furtwängler (1886–1954), den Bergsteiger Walter Furtwängler (1887–1967), Märit (Martha, 1891–1971), die 1912 den Philosophen Max Scheler heiratete, und Annele (Anna, 1900–1974). Der Enkel Andreas E. Furtwängler (* 1944) ist ebenfalls Klassischer Archäologe.

## Bedeutung
Seine Bearbeitung der archaischen Bronzefunde von Olympia war maßgeblich für die Erforschung der Geschichte der archaischen Kunst, seine mit seinem Freund Georg Loeschcke durchgeführten Studien zur mykenischen Keramik waren wegweisend für die Erforschung der griechischen Kunst des 2. Jahrtausends v. Chr. In seiner Berliner Zeit legte er für die damalige Zeit umfassende und systematische Kataloge der Vasen und Gemmen vor.
Er bahnte auf dem Gebiet der Plastikforschung eine moderne Kopienkritik und Meisterforschung an, die in seinem Buch Meisterwerke der griechischen Plastik gipfelte, das bis heute als wegweisend gilt. In seiner Münchner Zeit grub er seit 1901 am Aphaiatempel auf Ägina, dem Herkunftsort der Münchener Aeginetenskulpturen.

## Schriften
- mit Georg Loeschcke: Mykenische Thongefäße. Asher, Berlin 1879 (Digitalisat).
- Königliche Glyptothek (München): Beschreibung der Glyptothek König Ludwig’s I. zu München.
- Der Goldfund von Vettersfelde (= Programm zum Winckelmannsfeste der Archäologischen Gesellschaft zu Berlin. Band 43). Reimer, Berlin 1883 (Digitalisat).
- Beschreibung der Vasensammlung im Antiquarium. 2 Bände. Spemann, Berlin 1885 (Digitalisat).
- mit Georg Loeschcke: Mykenische Vasen. Vorhellenische Thongefässe aus dem Gebiete des Mittelmeeres . Asher, Berlin 1886 (Digitalisat).
- Die Bronzen und die übrigen kleineren Funde aus Olympia (= Olympia. Die Ergebnisse der von dem Deutschen Reich veranstalteten Ausgrabung. Band 4). 2 Bände (Textband, Tafelband). Asher, Berlin 1890 (Digitalisat).
- Meisterwerke der griechischen Plastik. Kunstgeschichtliche Untersuchungen. 2 Bände (Textband, Tafelband). Giesecke & Devrient, Leipzig u. a. 1893 (Digitalisat).
- Beschreibung der geschnittenen Steine im Antiquarium . Spemann, Berlin 1896 (Digitalisat).
- Intermezzi: kunstgeschichtliche Studien. Giesecke & Devrient, Leipzig/Berlin 1896, (Digitalisat).
- Die antiken Gemmen. Geschichte der Steinschneidekunst im klassischen Altertum. 3 Bände (Band 1: Tafeln. Band 2: Beschreibung und Erklärung der Tafeln. Band 3: Geschichte der Steinschneidekunst im klassischen Alterum.). Giesecke & Devrient, Leipzig u. a. 1900 (Digitalisat).
- mit Karl Reichhold (Hrsg.): Griechische Vasenmalerei. Auswahl hervorragender Vasenbilder. Serie 1 (2 Bände: Textband, Tafelband). Bruckmann, München 1904.
- mit Ernst Robert Fiechter und Hermann Thiersch (Hrsg.): Aegina. Heiligtum der Aphaia. 2 Bände (Textband, Tafelband). Verlag der K. B. Akademie der Wissenschaften, München 1906 (Textband, Digitalisat, Tafelband, Digitalisat).
- Kleine Schriften. Herausgegeben von Johannes Sieveking und Ludwig Curtius. 2 Bände. Beck, München 1912–1913.